# Довгяло Дмитро Іванович
Довгяло Дмитро Іванович (біл. тарашк. Даўгяла Дзьмітры Іванавіч, рос. Довгялло Дмитрий Иванович; *1 листопада 1868 р., с. Козьяни Городоцький повіт Вітебська губернія -†1942 р., с. Пахта-Арал Чимкентська область Казахстан) — білоруський археограф та історик, класик білоруської археографії. Його криптоніми: «Д. Д.», «Дм. Д.».

## Життєпис
Народився у селі Козьяни Городоцького повіту Вітебської губернії Російської імперії, нині це Шумілінський район Вітебська область Білорусі. Був нащадком старовинної шляхти Великого князівства Литовського. Його батько — священик Іван Максиміліанович Довгяло (*1847-†03.02.1902).
Завершив навчання у Вітебській духовній семінарії РПЦ. У 1894 р. завершив навчання у Петербурзькій духовної академії. Отримав ступінь кандидата теології (спеціалізація «Церковна унія»). Одночасно як «вільний слухач» він завершив курс навчання у Санкт-Петербурзькому Імператорському Археологічному інституті, що готував фахівців в галузі археології, археографії, архівознавства.
Викладав у Вітебську в семінарії і чоловічої гімназії. З 1897 р. став архіваріусом у Вітебського центрального архіву давніх актів і Віленського центрального архіву давніх актів.
З 1903 р. у Вільнюсі працював в об'єднаному архіві давніх актів, викладав в навчальних закладах.
У 1906 р. редагував газету «рос. Белая Русь» (Біла Русь).
З 1906 р. член, а з 1913 р. голова Віленської археографічної комісії.
У 1910—1914 рр. — редактор «записок Північно-Західного відділу Російського географічного товариства» (рос. Записок Северо-Западного отдела Русского географического общества). Став почесним членом Вітебської вченої архівної комісії.
У 1915 р. через події Першої світової війни евакуювався з Вільні до м. Могильова, де працював в архіві.
У 1917 р. брав участь у першому Всебілоруському конгресі.
У березні 1919 р. був призначений на уповноваженого Головного архіву Росії в Могилевській губернії, яка входила тоді до складу РРФСР. Паралельно з роботою в архіві він очолює створений з його ініціативи губернський музей.
З 1921 р. — завідувач Могильовського губернського архіву.
Влітку 1925 р. був призначений на вченого секретаря Історико-археологічної (з 1927 року — «Археографічної») комісії і переїхав до м. Мінська. 3 цього 1925 р. співпрацював з Інститутом білоруської культури, доцент Білоруського державного університету, де читав лекції з джерелознавства на соціально-історичному відділенні педагогічного факультету. Спільно з колегами Інбілкульту Довнар-Запольським М. В., Пічетою В. І., Щекотихіним М. М. ним була ініційована підготовка шерегу навчальних посібників і хрестоматій для студентів педагогічного факультету БДУ. У 1928 р. під тиском комуністів він був відсторонений від читання лекцій з «ідеологічних мотивів» як «політично сумнівна» особа.
У 1929—1937 рр. очолював бібліотеку Академії наук Білорусі, а з 1937 р. — науковий співробітник академічного Інституту історії АН Білорусі.
10 грудня 1937 р. був заарештований 3-м відділенням Управлінням Державної Безпеки НКВС БРСР і поміщений в Мінську в'язницю НКВС, як буцімто «німецький шпигун». НКВС пред'явило звинувачення в тому, що
|  | …Працюючи директором бібліотеки, Довгяло заповнював бібліотеку клерикальною літературою … з 1926 року був учасником фашистської організації білоруських нацдемів (національна демократія) … вів антирадянську діяльність, спрямовану на дискредитацію ВКП(б) і Радянської влади. Оригінальний текст (рос.) …Работая директором библиотеки, Довгялло заполнял библиотеку клерикальной литературой … с 1926 года являлся участником фашистской организации белорусских нацдемов (национальная демократия) … вел антисоветскую деятельность, направленную на дискредитацию ВКП(б) и Советской власти. |

Як «доказ» його так би мовити «злочинної діяльності» наводилася книга «біл. Літоўская метрыка и яе каштоўнасць для вывучэння мінуўшчыны Беларусі», видана в Ризі в 1933 р., що за суттю була науковою доповыддю Довгяло Д. І. на Археографічному з'їзді в 1926 році. Він був змушений під погрозами фізичної розправи визнати це, але потім відмовився від пред'явлених звинувачень. Був визнаний винним в «засміченні контрреволюційною літературою» бібліотеки Академії наук БРСР.
Згідно рішення «особливої наради» при НКВС СРСР за протоколом № 30 від 11 вересня 1939 року висланий строком на 5 років у с. Пахта-Арал Чимкентської області Казахстану. За деякими відомостями помер там в квітні 1942 р.. Реабілітований посмертно 9 червня 1964 р. ухвалою колегії у кримінальних справах Верховного суду БРСР.

## Праці
- Укладач і редактор «Историко-юридические материалы…» (т. 27—32, Віцебск, 1899—1906), (рос.)
- брав участь у виданні «Акты, издаваемые Виленской комиссией…» (т. 32-37, Вільня, 1907—1912), (рос.)
- редактор і упорядник
  - Беларускі архіў. Т. 1. Матэрыялы i дакументы да гісторыі Беларуска-Літоўскай дзяржавы (XVI—XVII ст.) / Склад. З. Даўгяла. — Мн.: Інстытут беларускай культуры, 1927. — 268 с.
  - Беларускі архіў. Т. 2. Літоўская метрыка (XV—XVI ст.) / Склад., уступ. арт. З. Даўгяла. — Мн.: Інстытут беларускай культуры, 1928. — 343 с.
  - Беларускі архіў. Т. 3. Вып. 1. Менскія акты (XV—XVIII ст.) / Склад. З. Даўгяла. — Мн.: Інстытут беларускай культуры, 1930. — 413 с.
- підготував
  - Матэрыялы да гісторыі мануфактуры Беларусі ў часы распада феадалізма. Т. 1 (1796—1840) / Склад. З. Даўгяла. — Мн.: Выдавецтва АН БССР, 1934. — 300 с.
  - Матэрыялы да гісторыі мануфактуры Беларусі ў часы распада феадалізма. Т. 2. (1841—1864) / Склад. З. Даўгяла. — Мн.: Выдавецтва АН БССР, 1935. — 380 с.
- один з упорядників
  - Гісторыя Беларусі ў дакументах і матэрыялах. Т.1. (IX—XVIII ст.). — Мн.: Выдавецтва АН БССР, 1936. — 678 с.
- Дакументы да гісторыі музэю Г. Х. Татура ў Менску. //Запіскі адзелу гуманітарных навук. Працы клясы гісторыі. — Мн., 1929. — Кн.8. — с.549-560.
- Марковские гайдамаки. — Витебск, 1896; (рос.)
- Поуниатская библиотека Витебской духовной семинарии // Полоцкие епархиальные ведомости. — 1901, № 1—2; (рос.)
- Радошковичи, заштатный город Виленской губернии. — Вильна, 1907; (рос.)
- Цыганы на Беларусі: (Гіст. нарыс) // Наш край, 1926. — № 12(15);
- З гісторыі беларускага пісьменства XVII ст. — Мн., 1927;
- Свіслацкі замак у 1560 г. // Наш край, 1927. — № 6—7;
- Заслаўе на Міншчыне. // Запіскі аддзела гуманітарных навук Інбелкульта, 1928. — Кн. 5;
- Літоўская Мэтрыка і яе каштоўнасьць для вывучэньня мінуўшчыны Беларусі. — Рыга, 1933
- Крест преподобной Ефросинии, княжны Полоцкой: (исторический эскиз) — Витебск: Губернская типография, 1895. — 25 с. (рос.)
- Описание предметов древности, поступивших в Витебское церковно-археологическое древлехранилище по ноябрь 1897 года (в соавторстве с Н. Я. Никифоровским) — Витебск: Губ. типо-литогр., 1899. (рос.)
- Материалы для истории местной Витебской прессы. А.Духовный орган — Витебск: Губерн. типолитогр., 1899. (рос.)
- Оршанский гербовник: Отт. из 28-го вып. Ист.-юрид. материалов, извлеч. из древних актовых книг губерний: Витебской и Могилевской", хранящихся в Центр. архиве в Витебске — Витебск: (Губ. типо-литогр.), 1900. — 96 с. (рос.)
- Полоцкая епархия к 1903 году — Витебск: Губернская типо-литография, 1903. — 106 c. (рос.)
- Лепель, уездный гор. Витебской губ.: Хроника минувшей жизни — Витебск: Губ. типолитогр., 1905. (рос.)
- Смоленск в 1654 г.: несколько слов по поводу 250-летия со времени окончания польского владычества в г. Смоленске (23 сентября 1654 — 3 октября 1904 г.) — Вильна: Типография А. Г. Сыркина, 1905. — 40 c. (рос.)
- Витебская духовная семинария (1806—1906): Заметки и воспоминания. — Витебск: Тип. М. Б. Неймана, 1907. — 84 с. (рос.)
- Петр Великий для Западной Руси: на память о 200-летии Полтавской победы — Вильна: Электро-типография «Русский почин», 1909. — 15 c. (рос.)
- Перенесение св. мощей преп. Евфросинии из Киева в Полоцк: Подроб. описание церков.-нар. торжеств по пути следования св. мощей с изображением преподоб. Евфросинии и многими рис. — Вильна: Полоц. церк. братство, 1910. — 80 с. (рос.)
- Город Борисов Минской губернии (в соавторстве) — Вильна: Сев.-Западный отдел Императорского Русского географического общества, 1910. — 38 c. (рос.)
- Магілёўскае «Брацтва прасалаў». — Мн., 1926
- Заслаўе на Міншчыне. ― Запіскі аддзела гуманітарных навук Інбелкульта, 1928, кн. 5.
- Polociae moenia: Гіст.-тапагр. нарыс полац. умацаванняў — Мн., 1928.

та інші.

## Родина
- Дружина — Олена Василівна Демидівська.
- Син — Костянтин (1900 р. нар.), викладав в Одеському медичному інституті.
- Син — Микола (1898 р. нар.), був засновником і першим завідувач кафедри нормальної анатомії у 1930—1965 рр. Донецького національного медичного університету імені М. Горького.
- Дочка — Катерина (1902 р. нар.) та дочка — Віра.